# ナセル病院
ナセル病院 (なせるびょういん、アラビア語：مستشفى ناصر, Mustashfā Nāṣir, ムスタシュファー・ナースィル、口語発音：Mustashfā Nāṣer, ムスタシュファー・ナーセル、英語: Nasser Hospital、またはナセル医療複合施設、英語: Nasser Medical Complex) は、パレスチナ自治区ガザ地区南部ハンユニスにある病院である。
ロイターのエルサレム地区の前編集局長であるルーク・ベイカー(Luke Baker)は、ガザ保健省はガザ地区を実効支配するイスラム組織ハマースが担っている
と主張している。

## 概要
1957年、エジプト当局は、もともと1940年代にイギリス委任統治当局によって陸軍兵舎内に設立されていた隔離および熱病病院の跡地にナセル病院の建設を着手した。同病院は1960年に開院し、ガマール・アブドゥル＝ナーセルにちなんで名付けらた。
1972年、ナセル病院は112床の収容能力を2倍にする建設のために閉鎖された。 同病院は1974年2月に再開院した。1984年12月、イスラエル当局は病院の整形外科が汚染されているとして閉鎖し、その業務をアル・シファ病院に移管した。

## 2023年パレスチナ・イスラエル戦争
2023年10月時点で、350床の収容能力のある病院として設計されている。
2023年パレスチナ・イスラエル戦争を通じて、イスラエルはガザ地区の各病院がハマースの出撃拠点になっているとして圧迫を強め、次第にナセル病院周辺にも攻撃が及んだ。ハーンユーニスの戦いが激化した2024年1月下旬には、病院の周囲が包囲され患者約400人と医療スタッフ、避難者らが取り残される状態になった。
2024年2月13日、イスラエル軍のブルドーザーが病院敷地の北門を破壊。敷地内にとどまる避難民に退去を命じた。医療スタッフと患者については患者1人につき世話役1人という条件で病院に残ることを認めるとしたが、病院側は避難を求めること自体がおかしいとして非難した。
同年2月15日、イスラエル軍はナセル病院に対して「正確かつ限定的な作戦」を開始。病院内に軍用犬が放たれ混乱が起きた。ガザ保健省は、襲撃により電力、水、食料、暖房が失われて5人が死亡、多数の人々が拘束されたと発表した。
同年2月16日、WHOはイスラエル軍に対して病院内部へのアクセスを求めたが拒否された。その後、同月18日、19日の2回に分け、子ども2人を含む深刻な状況にある患者32人の移送が認められた。移送先は他の病院やガザ地区内の野戦病院。
同年4月、ガザ地区の民間防衛当局は病院の敷地内で遺体の発掘を開始。同月22日まで約200人の遺体を発見、イスラエル軍に殺害、埋葬されたものと主張した。これに対し、イスラエル軍は「軍がパレスチナ人の遺体を埋めたとの主張には根拠がない」と反論した。

## Note
1. ↑  ノート: "Nasser" (アラビア語:  ناصر)と"Nasr" (アラビア語: نصر) は似ているが、別々の単語で、時折プレスは病院の名前を混同する。例: here.

## References
1. ↑  The Reality of Hospitals in the Gaza Strip: Struggling with Collapse Amidst Ongoing Aggression
2. ↑  McGreal, Chris (2023年10月27日). “Can we trust casualty figures from the Hamas-run Gaza health ministry?” (英語). The Guardian. ISSN 0261-3077 2023年11月18日閲覧。
3. ↑  “Gaza Strip Hospitals. A History of Israeli Targeting” (英語). www.tellerreport.com. 2023年11月18日閲覧。
4. ↑  “What is Gaza's Ministry of Health and how does it calculate the war's death toll?” (英語). AP News (2023年10月26日). 2023年11月18日閲覧。
5. ↑  Husseini, Rafiq; Barnea, Tamara (2002). Separate and Cooperate, Cooperate and Separate: The Disengagement of the Palestine Health Care System from Israel and Its Emergence as an Independent System. Greenwood Publishing Group. ISBN 0-275-97583-5
6. ↑  Palestine Red Crescent Society (1987年). “Health Conditions of the Arab Population in the Occupied Arab Territories, including Palestine”. United Nations. 2023年10月29日閲覧。
7. ↑  Nast, Condé (2023年10月20日). “Another Hospital in Gaza Is Bleeding” (英語). The New Yorker. 2023年11月18日閲覧。
8. ↑  “ガザ最大の病院は「ハマスの指揮拠点」、イスラエルが主張　パレスチナ側は否定”.   CNN (2023年10月28日). 2024年1月28日閲覧。
9. ↑  “イスラエル軍、ガザ南部ハンユニスを包囲と発表 病院付近でも攻撃か”.   BBC NEWS JAPAN (2024年1月24日). 2024年1月28日閲覧。
10. ↑  “国境なき医師団はイスラエル軍によるナセル病院への退避要求を強く非難します”.   国境なき医師団 (2024年2月15日). 2024年2月18日閲覧。
11. ↑  “イスラエルがガザ南部の病院を急襲、テロ容疑者拘束と 院内は「壊滅的な状況」と院長”.   BBC (2024年2月16日). 2024年2月18日閲覧。
12. ↑  “イスラエル軍が急襲した病院で５人死亡、電源喪失し「憂慮すべき」状況”.   CNN (2024年2月17日). 2024年2月18日閲覧。
13. ↑  “WHO、イスラエル軍支配下の病院から患者32人移送 ガザ南部”.   AFP (2024年2月21日). 2024年3月2日閲覧。
14. ↑  “動画：ガザ病院埋葬の遺体、200人に ハマスは283人と主張”.   AFP (2023年4月23日). 2024年4月27日閲覧。
15. ↑  “ガザ病院敷地に遺体埋めていない イスラエル軍”.   AFP (2024年4月24日). 2024年4月27日閲覧。